# Trilasma bolivari
Trilasma bolivari is een hooiwagen uit de familie aardhooiwagens (Nemastomatidae). De originele naamcombinatie (protoniem) was Trilasma bolivari Goodnight & Goodnight, 1942. Een volgende naamrecombinatie werd gepubliceerd als Ortholasma bolivari (Goodnight & Goodnight, 1942) in Shear & Gruber (1983), maar werd vervolgens teruggedraaid in Shear (2010).